# L'Ennemi du monde entier
L'Ennemi du monde entier (titre original : The Enemy of All the World) est une nouvelle de Jack London publiée aux États-Unis en 1908.

## Historique
La nouvelle est publiée initialement dans le magazine Redbook en octobre 1908, avant d'être reprise dans le recueil The Strength of the Strong en mai 1914.

## Résumé
L histoire d un homme malmené par la vie qui choisit de répondre en affrontant le monde entier. 

## Éditions

### Éditions en anglais
- The Enemy of All the World, dans le magazine Redbook, octobre 1908.
- The Enemy of All the World, dans le recueil The Strength of the Strong, un volume chez The Macmillan Co, New York, mai 1914.
- The Enemy of All the World, dans le recueil The Science Fiction Stories of Jack London, anthologie chez Citadel Twilight, avril 1993.

### Traductions en français
- L'Ennemi du monde entier, traduit par Louis Postif, in Histoires des siècles futurs, anthologie, 10/18, 1974.
- L’Ennemi du monde, traduit par Simon Le Fournis, in L’Ennemi du monde, recueil, La Part Commune, 2002.

## Sources
- (en) Jack London's Works by Date of Composition
- http://www.jack-london.fr/bibliographie